# N-استیل‌گالاکتوزامین-۶-سولفاتاز
N-استیل‌گالاکتوزامین-۶-سولفاتاز (انگلیسی: N-acetylgalactosamine-6-sulfatase) آنزیمی است که «گروه ۶-سولفات» را، از واحدهای «N-استیل-D-گالاکتوزامین-۶-سولفات» در مولکول کندروایتین سولفات و همچنین از واحدهای «D-گالاکتوز-۶-سولفات» در مولکول کراتان سولفات بریده و جدا می‌کند.
این آنزیم متعلق به خانوادهٔ هیدرولازها است، به‌ویژه آنهایی که بر روی پیوندهای استری سولفور اثر می‌گذارند.
نام سیستماتیک این آنزیم «N-استیل-D-گالاکتوزامین-۶-سولفات-۶-سولفوهیدرولاز» است و البته نام‌های متعدد دیگری همچون «کندروایتین سولفاتاز» و «کندروایتیناز» هم دارد و در هضم و تجزیهٔ گلیکوزآمینوگلیکان و تبدیل آن به ساختارهای گلیکان نقش دارد.
کمبود این آنزیم، موجب بروز سندرم مورکیو در انسان می‌شود که نوعی بیماری مادرزادی نادر است. در سال‌های اخیر، داروی الوسولفاز آلفا برای درمان این بیماری ساخته شده‌است.